# 森屋宏
森屋 宏（もりや ひろし、1957年（昭和32年）7月21日 - ）は、日本の政治家。
学位は修士（公共政策）（山梨学院大学・2014年）。内閣官房副長官、総務大臣政務官（第3次安倍第1次改造内閣）、参議院内閣委員長、参議院議員（2期）、山梨県議会議員（4期）、自民党副幹事長を歴任した。

## 来歴
山梨県都留市生まれ。山梨県立桂高等学校を経て、1979年（昭和54年）、北海道教育大学教育学部卒業後、山梨県都留市にある「ひまわり幼稚園」に勤務。1998年（平成10年）、園長に就任。実家が幼稚園を経営。大学の卒業論文では幼保一元化論についてまとめる。
1999年（平成11年）、山梨県議会議員選挙都留市・西桂町選挙区に出馬し、初当選。以後4期連続当選。
2006年（平成18年）、自民党山梨県連青年局長。
2007年（平成19年）、自民党山梨県連政調会長。
2008年（平成20年）10月9日、第118代山梨県議会議長に就任。
2010年（平成22年）3月23日、議長を退任。
2011年（平成23年）、県議在職中に山梨学院大学大学院に入学。自民党山梨県連総務会長を務める。在職中3年間、山梨学院大学大学院社会科学研究科公共政策専攻で研究を進め、「二元代表制における機関競争の可能性」について論文をまとめた。この論文で平成25年度同大優秀論文賞を受賞した。
2013年（平成25年）5月1日に県議を辞職、第23回参議院議員通常選挙に自民党公認候補として山梨県選挙区から出馬し、現職の米長晴信、元衆議院議員の坂口岳洋らを破り、初当選した。
2015年（平成27年）10月9日、総務大臣政務官に就任。10月31日、自民党山梨県連会長に就任。
2019年（令和元年）、第25回参議院議員通常選挙に自民党公認で山梨県選挙区から出馬し、2期目の当選。
2023年（令和5年）9月13日、第2次岸田第2次改造内閣において、内閣官房副長官に就任。
2024年（令和6年）9月12日、自民党総裁選挙が告示され、旧岸田派からは林芳正と上川陽子の2人が立候補した。投票日前日の9月26日22時半頃、産経新聞は、麻生太郎が1回目の投票から高市早苗を支援するよう自派閥の議員に指示を出したとスクープした。9月27日朝、岸田文雄首相は高市が決選投票に残る可能性が高いと踏み、「決選は高市氏以外。党員票が多い方に投じてほしい」と旧岸田派のメンバーに一気に指示を下ろした。高市は1回目の議員投票で、報道各社の事前調査での30～40票を大きく上回る72票を獲得した。党員数と合わせた得票数は1位だったが、決選投票で石破茂に敗れた。森屋は1回目の投票では林に投じた。決選投票については、テレビ山梨の取材に対し、投票先を公表しなかった。
2024年12月、長崎幸太郎知事が、所属する旧二階派から2019年に、政治資金パーティー券の売上ノルマ超過分として、現金1182万円を受領しながら、資金管理団体の政治資金収支報告書に不記載としていた問題を巡り、自民県連の会長を務める森屋は、「党紀委員会に処分審査要請をしない」との決定が伝えられたことを明らかにし、党が長崎を処分しない方針を伝えた。長崎が記者会見などを開いたことを「説明責任を果たした」とし、県連の役職を辞任したことなどを理由に、今後も「説明責任を果たすことを期待」すると述べた。
2025年（令和7年）、第27回参議院議員通常選挙に自民党公認で山梨県選挙区から出馬し、元山梨県知事の後藤斎（国民民主党公認）に破れ落選。

## 政策

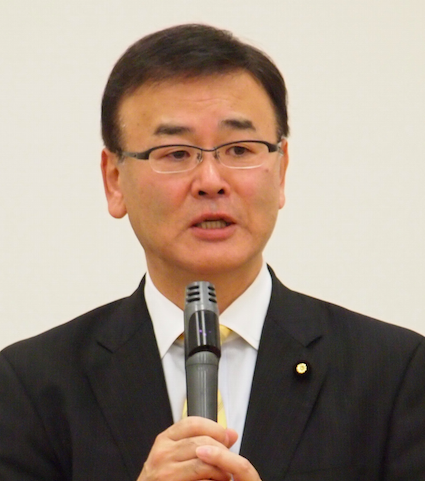
2014年、山梨県看護連盟中央研修会にて

### 山梨県議会議長時代

#### 県議会改革
- 一般質問に一問一答方式を導入して質問戦の活性化を図るほか、県の政策形成に議会の意見を反映させる「政策提言検討会」を議会内に設置した[21]。
- 県議に交通費目的で支払われる費用弁償について、2009年1月から実費制に移行した[22]。

#### ドクターヘリ
- 山梨県全域でのドクターヘリの運航を目指し、医療関係者と共に「山梨ドクターヘリ研究会」を発足[23]。会長を務めた。
- ドクターヘリ全県運航へ尽力

「ドクターヘリは、患者を医療機関にいち早く運ぶだけでなく、機内で治療が始められるメリットがある」と述べ、救急医療を充実させるために働きかけた。

### 参議院選挙当選後

#### リニアモーターカー
- 堀内詔子衆議院議員、中谷真一衆議院議員ら山梨県内の自民党議員と共に、山梨県で行われている山梨リニア実験線の認知拡大をすすめ、リニア技術を世界にアピールしている[25]。
- 開業すれば「品川から甲府まで14分でいける」というリニアモーターカーの実態を話しながら、「関東から週末に気軽に、山梨へ来られる環境を進めていきたい」と発言している[26]。

#### JR中央線の高速化
- JR中央線の高速化を実現するため、3都県の党国会議員24人で「自民党中央東線高速化推進議員連盟」を結成した[27][28] 。

#### インドネシア人観光客誘致
- インドネシア人観光客の誘致に向け、「ビザなし渡航」の実現に力を入れている[29]。
- 県産ワインなどを在外公館で開かれるレセプションで振る舞うことを外務省に要望し、「今後も人間関係を活かし、山梨のために働きたい」と積極的な議員外交を行っている[29][30]。

#### 「県議出身の会」結成へ奔走
- 森屋氏らの呼びかけにより、2013年7月の参院選で初当選した自民党参院議員14人全員が「県議出身参院議員の会」に参加した[31]。

#### その他
- 憲法改正に賛成[32]。
- 「他国から攻撃が予想される場合は先制攻撃をためらうべきではない」という設問に対し、「どちらかと言えば賛成」と回答[32]。
- 選択的夫婦別姓導入に「どちらかと言えば反対」としている[32]。
- 消費税増税に賛成[33]。

## 人物

### 統一教会との関係
森屋が再選した2019年の参院選前に、元県議が開催した「森屋ひろしさんを励ます会」に出席した。この会合は統一教会の関連団体の共催で開かれていた。
安倍晋三元総理が、2013年の参院選直前、統一教会の会長らと自民党本部で面談していたとの報道を受け、調査を求める意見が高まったことに対し、森屋は「首相は国会などで自民党総裁として、『本人が亡くなり、十分な調査ができないのではないかと考えている』という旨の説明をしている」として、否定的な考えを示した。

## 不祥事
2013年、森屋の名義で県議21人に対して、米沢牛のすき焼きセット（約7000円）が、森屋の妻より発送され、選挙区の住人への贈答を禁じる公職選挙法への違反容疑で告発された事件について、2014年12月、甲府地検は、嫌疑不十分のため不起訴処分にした。森屋の「関与を認める十分な証拠はない」とし、妻についても「悪質性が重大とは言えない」とした。森屋によれば、お歳暮・お中元として、県議時代から続けていたが、県議時代の選挙区（都留市・西桂町）の選挙区は対象としていなかった。国政進出後、選挙区が全県に広がったが、従来通り続けてしまったためであると説明した。

## 議員連盟・所属団体
- ドクターヘリ推進議員連盟(事務局長)
- 日本会議国会議員懇談会[38]
- 神道政治連盟国会議員懇談会[38]
- 幼児教育議員連盟
- 自由民主党全国保育関係議員連盟
- 地域の介護と福祉を考える参議院議員の会
- 美しい富士山を創り守る会
- 自民党中央東線高速化推進議員連盟
- 参議院自民党日・カリフォルニア友好議員連盟
- 社団法人都留市青年会議所理事長
- 日本の印章制度・文化を守る議員連盟（幹事）[39]

## 選挙
| 当落 | 選挙                     | 執行日         | 年齢 | 選挙区               | 政党       | 得票数     | 得票率 | 定数 | 得票順位 /候補者数 | 政党内比例順位 /政党当選者数 |
| ---- | ------------------------ | -------------- | ---- | -------------------- | ---------- | ---------- | ------ | ---- | ------------------ | ---------------------------- |
| 当   | 1999年山梨県議会議員選挙 | 1999年4月11日  | 41   | 都留市・西桂町選挙区 | 無所属     | 6285票     | 26.37% | 2    | 2/5                | /                            |
| 当   | 2003年山梨県議会議員選挙 | 2003年4月13日  | 45   | 都留市・西桂町選挙区 | 自由民主党 | ーー票     | ーー   | 2    | /2                 | /                            |
| 当   | 2007年山梨県議会議員選挙 | 2007年4月8日   | 49   | 都留市・西桂町選挙区 | 自由民主党 | 1万77票    | 51.94% | 2    | 1/3                | /                            |
| 当   | 2011年山梨県議会議員選挙 | 2011年4月10日  | 53   | 都留市・西桂町選挙区 | 自由民主党 | ーー票     | ーー   | 2    | /2                 | /                            |
| 当   | 第23回参議院議員通常選挙 | 2013年07月21日 | 56   | 山梨県選挙区         | 自由民主党 | 14万2529票 | 37.30% | 1    | 1/7                | /                            |
| 当   | 第25回参議院議員通常選挙 | 2019年07月21日 | 62   | 山梨県選挙区         | 自由民主党 | 18万4383票 | 52.98% | 1    | 1/3                | /                            |
| 落   | 第27回参議院議員通常選挙 | 2025年07月20日 | 68   | 山梨県選挙区         | 自由民主党 | 14万5094票 | 36.29% | 1    | 2/5                | /                            |